# جريدة ألف باء
جريدة ألف باء، صحيفة يومية دمشقية صدر العدد الأول منها في 1 أيلول 1920 والأخير يوم 8 آذار 1963.
تأسست جريدة ألف باء في مطلع عهد الانتداب الفرنسي في سوريا وكان صاحب الامتياز ورئيس التحرير الصحفي الفلسطيني المُقيم في دمشق يوسف العيسى. جاء في تعريفه عن الصحيفة أنها «جريدة سورية تبحث في السياسة والأخلاق.» بدأت الجريدة بأربع صفحات من القطع الكبير وتحولت إلى ثماني صفحات، وأصبحت الناطق الرسمي باسم الكتلة الوطنية المناهضة لحكم الانتداب الفرنسي في سورية، مما أدى إلى تعطيلها مراراً في الثلاثينيات والأربعينيات وملاحقة صاحبها من قبل أجهزة الأمن الفرنسية.
توفي يوسف العيسى سنة 1948 وذهبت رئاسة التحرير لنجله خالد، وأجبرت الجريدة على الدمج مع صحيفة النضال سنة 1952، في عهد العقيد أديب الشيشكلي. ولكنها عادت إلى شكلها القديم واستقلاليتها بعد القضاء على حكم الشيشكلي سنة 1954، ليتم حجبها في زمن الوحدة مع مصر سنة 1958. عادت مجدداً في عهد الانفصال ولكنها توقفت نهائياً بعد صدور المرسوم العسكري رقم 4 في 8 آذار 1963، الذي عُطلت بموجبه جميع الصحف السياسية في سوريا باستثناء جريدة البعث الناطقة باسم حزب البعث العربي الاشتراكي. وقد تعاقب عدد كبير من الصحفيين الكبار على إدارة تحرير جريدة ألف باء مثل وديع صيداوي سنة 1930 و نذير فنصة سنة 1949 ومنذر الموصلي سنة 1955.